# Čečejovce
Čečejovce (em húngaro: Csécs) é um município da Eslováquia, situado no distrito de Košice-okolie, na região de Košice. Tem 24,53 km² de área e sua população em 2018 foi estimada em 2.151 habitantes.

## Demografia
| Ano:        | 1994 | 2004   | 2014   | 2024   |
| ----------- | ---- | ------ | ------ | ------ |
| Broj ljudi: | 1874 | 1946   | 2105   | 2119   |
| Razlika:    |      | +3,84% | +8,17% | +0,66% |

| Ano:               | 2023 | 2024   |
| ------------------ | ---- | ------ |
| Número de pessoas: | 2112 | 2119   |
| Diferença:         |      | +0,33% |